# Turmruine St. Georg und St. Elisabeth (Blumenthal bei Aichach)

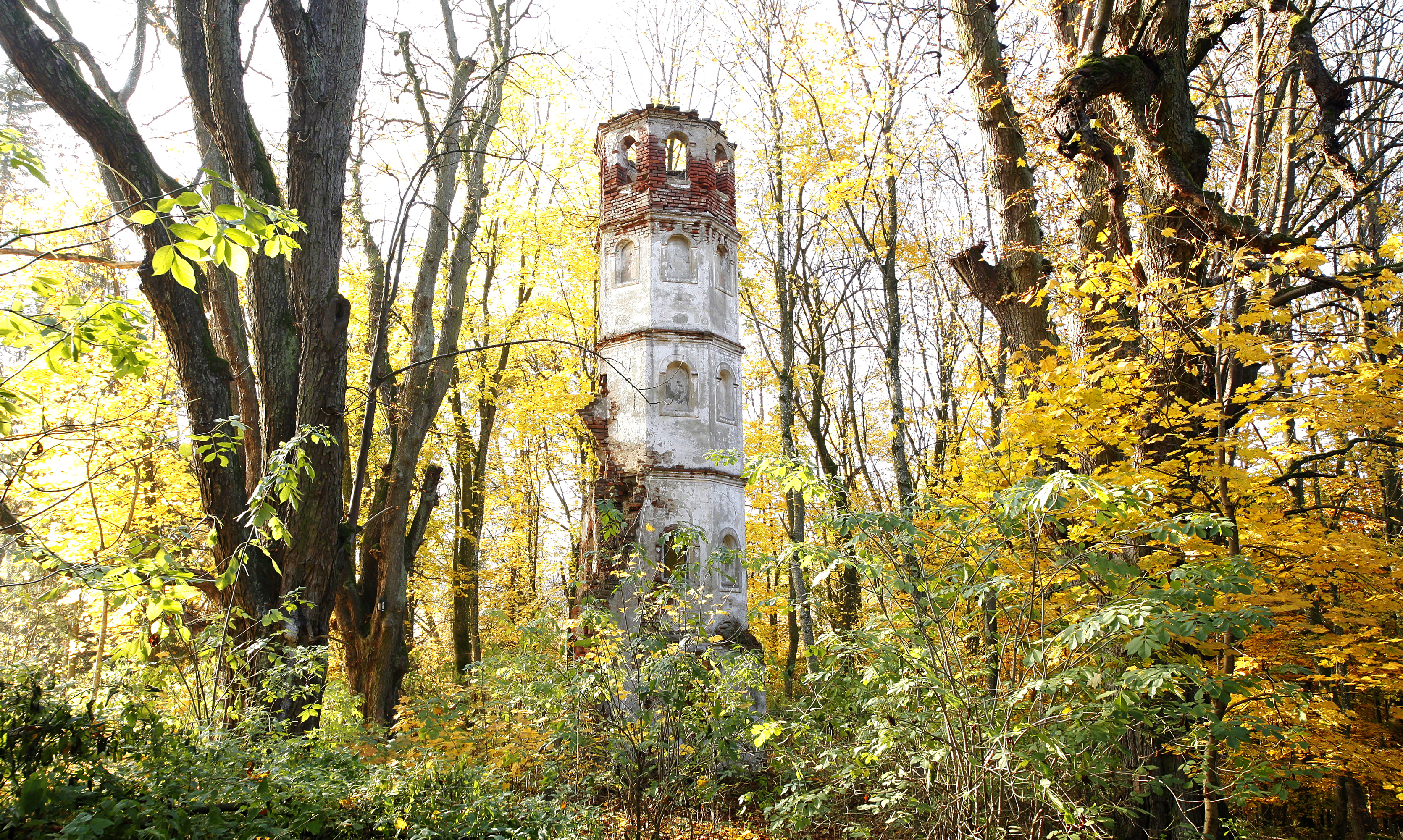
„St. Georgsturm“ in Blumenthal

Bei der Turmruine St. Georg und St. Elisabeth (umgangssprachlich auch unter „Georgsturm“ oder „St.-Georgsturm“ bekannt) handelt es sich um die baulichen Überreste einer ehemaligen gleichnamigen Renaissancekapelle auf dem Kellerberg nordöstlich von Schloss Blumenthal im Landkreis Aichach-Friedberg. Die heute noch vorhandenen Überreste des Kapellenturms gehen auf das ursprüngliche Bauwerk aus dem 17. Jahrhundert zurück.

## Anfahrt und Lage
Die Turmruine der ehemaligen Kapelle befindet sich am Fuß des bewaldeten Kellerbergs nordöstlich von Schloss Blumenthal. Die Staatsstraße St2338 zwischen dem Aichacher Ortsteil Klingen und Sielenbach sowie die Ecknach grenzen diese anfängliche Erhöhung von der Einfahrtsallee des Schlosses ab. Gegenüber der Allee befindet sich etwas nach links versetzt ein Feldweg in ein Waldstück. Dieser Weg führt links an einem alten Backsteingebäude vorbei, dem ehemaligen Brauereigebäude des Storchenbräu. Folgt man dem alten Feldweg wenige Schritte geradeaus weiter, erscheint  rechterhand die auf einem leichten Anstieg gelegene Turmruine der ehemaligen Kapelle St. Georg und St. Elisabeth. Weil die Anlage einsturzgefährdet ist, wird vom Betreten abgeraten.

## Geschichte
Die im Renaissancestil errichtete Kapelle wurde ursprünglich im Jahr 1608 von Caspar von Flachslanden, zu dieser Zeit Deutschordenskomtur auf Schloss Blumenthal, in Auftrag gegeben. Ältere Aufzeichnungen lassen annehmen, dass das Bauwerk bereits eine Vorgängerin hatte, da sein Unterbau auf die zweite Hälfte des 14. Jahrhunderts zurückgeht. Es ist bekannt, dass im Jahr 1596 der vorherige Deutschordenskomtur Johann von Hördt einen Jahrtag an dieser Stelle stiftete, an welcher später die Kapelle St. Georg und St. Elisabeth erbaut wurde. Vom gleichen Jahr an wurde offenbar an dem Ort jeden Freitag die Heilige Messe gefeiert. Die heute noch sichtbaren oberen Geschosse gehen möglicherweise auf eine Erweiterung aus dem 17. Jahrhundert zurück. Zu Beginn des 19. Jahrhunderts wurde die Kirche während des Säkularisationsprozesses als überflüssiger Bau klassifiziert und nahezu vollständig bis zum heutigen Zustand abgebrochen.
Offene Bruchstellen an der übrigen Bausubstanz lassen erkennen, dass die Konstruktion zu großen Teilen aus gebrannten Klinkersteinen bestand. Dieses Baumaterial findet sich auch noch in anderen Gebäude- und Anlagenbestandteilen wie beispielsweise in den Überresten der alten Parkmauer des nahegelegenen Schloss Blumenthal.